# Santiago de Alcántara
Santiago de Alcántara là một đô thị trong tỉnh Cáceres, Extremadura, Tây Ban Nha. Theo điều tra dân số 2006 (INE), đô thị này có dân số là 724 người.

## Biến động dân số
| 2001 | 2002 | 2003 | 2004 | 2005 | 2006 |
| ---- | ---- | ---- | ---- | ---- | ---- |
| 758  | 741  | 727  | 705  | 725  | 724  |

Bản mẫu:Municipalities năm Cáceres